# Heidepyjamaspin
De heidepyjamaspin of rode moeraswielspin (Hypsosinga sanguinea) is een spinnensoort uit de familie wielwebspinnen. 
De vrouwtjes worden 4 tot 4,5 mm groot, de mannetjes 3 tot 3,5 mm. Bij het vrouwtje is de bovenzijde geelachtig rood. Op haar achterlijf zitten soms witte strepen. De onderzijde is meestal wat donkerder gekleurd. Het mannetje is over het algemeen donkerder. Hij heeft vaak in plaats van strepen een geelachtige vlek. De spin leeft op grassen en struiken op zonnige, warme plaatsen.